# Biotti Card Clothing
Biotti Card Clothing (anteriormente llamada «Biotti») es un grupo empresario multinacional italiano creado por Giovanni Biott. Posee operaciones en más de 60 países en el mundo y celebra 135 años de historia. 
Es el mayor productor de tecnologías innovadoras para la industria textil y de la moda de Italia. Es líder en las áreas de ropa de tarjeta flexible, alambre metálico y filetes de elevación. A la fecha, cuenta con más de 3500 proyectos en más de 60 países repartidos por todos los continentes.

## Historia de la compañía
A fines de 1879, Biotti instaló una fábrica de laminado en frío en Italia, cerca de Verbania, siendo éste el inicio de la operación integrada del negocio de sus empresas.
La empresa es patriarcal, en 1879 Giovanni Biotti crea una empresa para la producción de ropa flexible: una de las primeras en Italia, ubicada en Intra. En 1910, Giovanni Biotti patentó un mango especial para apoyar tarjetas de limpieza de manos con clips metálicos. En 1919, el hijo de Giovanni Biotti, Alfonso Biotti y Alfredo Margarini desarrollan nuevos productos y aumentan la capacidad de producción del nuevo sitio "Pontini" en Intra.